# قشر عنبر
قِشر عَنبَر (الاسم العلمي: Croton eluteria) هو نوع نباتي من جنس الكروتون، موطنه في منطقة البحر الكاريبي.